# تراسینگتون
تراسینگتون (به انگلیسی: Thrussington) یک روستا و محله مدنی در بریتانیا است که در Charnwood واقع شده‌است. تراسینگتون ۵۸۱ نفر جمعیت دارد.